# Ibn Tumart
Abu Abd Allah Muhammad Ibn Tūmart (Arabă: أبو عبد الله محمد ابن تومرت, cca. 1078/1081-1128/1130) a fost un lider politic și religios de origine berberă, născut în sudul Marocului. Acesta a fondat dinastia almohadă în jurul anului 1120, ceea ce a condus la înlăturarea dinastiei almoravide din nordul Africii. Ca lider spiritual al mișcării almohade, Ibn Tumart a promovat monoteismul absolut (numit de teologia musulmană tawḥīd), concepție conform căreia nu există decât un singur dumnezeu lipsit de caracteristici fizice.

## Biografie

### Primii ani
Ibn Tūmart a fost fiul unui lider berber din gruparea tribală Masmudin, ce ocupa zona aridă a regiunii Sūs al-Aqṣā, din sudul Marocului de astăzi. Unul dintre adepții acestuia, Mohammed al-Baydhaq, susține că numele Tūmart provine de la tatăl său, nume ce semnifică, în limba berberă, „noroc” și „fericire”. Ibn Tūmart și-a atras supranumele „Asafu” (venit din cuvântul berber „sfi” ce se traduce prin „a turna”) datorită responsabilității principale pe care o avea familia sa, aceea de a aprinde lumânările din interiorul moscheii. Orientalistul francez, Lévi-Provençal, susține că acesta a avut inițial un alt nume berber care i-a fost înlocuit cu Muhammad, pentru a imita numele Profetului. Această practică era des întâlnit, musulmanii numindu-și în acest fel fiii pentru a își arăta dragostea față de profetul Muhammad. Cu toate că nu s-a căsătorit și nu a avut copii niciodată, a fost numit Abu Abd Allah (tatăl lui Abd Allah), în semn de respect și apreciere.
Cu toate că se cunosc foarte puține lucruri despre primii treizeci de ani din viața lui Ibn Tūmart, istoricii cred că acesta și-a părăsit pământul natal, în anul 1106, pentru a călători la Cordoba, unde a urmat, timp de un an, învățăturile lui Ibn Ḥamdīn. Mai multe surse susțin că Ibn Tūmart a fost discipolul lui Abū Bakr al Ṭurṭūshī, pe care l-a întâlnit la Alexandria. De asemenea, se conoaște faptul că a fost discipolul lui al Turtushi, un jurist ce aparținea școlii malekite.
La scurt timp după aceea, Ibn Tūmart a început să își formuleze propriul crez religios, pornind de la respingerea categorică a teologiei malekite și a politicii și culturii promovate de dinastia almoravidă. A început să își propage propriile convingeri religioase în rândul maselor odată cu întoarcerea sa din Alexandria (în jurul anului 1117). Predicile violente și zelul religios de care a dat dovadă au condus la alungarea sa din mai multe orașe din nordul Africii. Cu toate acestea, până în anul 1120, Ibn Tūmart a adunat în jurul său un număr considerabil de adepți. Aceștia se autointitulau muwaḥīdūn (tradus prin „cel care cred în tawḥīd).

### Doctrine
În timp ce se afla la Bagdad , Ibn Tūmart a început să își dezvolte un sistem religios care combina învățăturile dascălilor săi, dar și noțiuni de  misticism sufit preluate de la al-Ġazālī. Mesajul principal al doctrinei sale a fost unitarianismul lui Dumnezeu (tawḥīd), prin rejectarea oricăror atribute ale sale, noțiune pe care o considera incompatibilă cu monoteismul islamic și, prin urmare, o trăsătură politeistă. Ibn Tūmart considera că dinastia conducătoare, almoravidă, era responsabilă pentru abaterile de conduită religioasă și morală de care se făceau vinovați musulmanii. Criticile acestuia s-au îndreptat și către promotorii școlii de jurisprudență de rit malekit, pe care o acuza de neglijare a Sunnei (tradiție) și a ḥadīṯelor (consemnarea unei fapte sau spuse a profetului Muhammad). Acesta numindu-i pe discipolii malekiți „inovatori” și chiar eretici ( acuzație făcută anterior și de Ibn Ḥazm și al-Ġazālī.
Un alt punct de plecare al atacului său împotriva clasei conducătoare a fost imoralitatea ce caracteriza societatea din Magreb, mai cu seamă vânzarea publică de vin și carne de porc (lucru interzis în mod explicit de către Coran). Din acest considerent, reformele pe care acesta le-a întreprins mai târziu au reglementat viața sociala a comunităților musulmane din nordul Africii, dar și viața culturală (interzicând formele de artă religioasă aflate în moschei).

### Revoluția Almohadă
Însoțit de Abd al-Mu'min și de adepții săi, Ibn Tūmart a ajuns în Fes, unde a predicat doctrina Asharită și a distrus toate magazinele aflate în piață care vindeau instrumente muzicale. După ce a fost alungat din Fez, se va duce în Marrakesh, unde tensiunile dintre el și autorități vor atinge o nouă intensitate. Acesta preda cursuri de uṣūl al-dīn și kalām la moschee, în timp ce adepții săi răspândeau ideile doctrinei almohade în piețe. Sursele amintesc că aceștia au lovit-o cu pietre chiar pe sora sultanului pentru că nu purta văl.
După ce a fost înlăturat din oraș, Ibn Tūmart s-a retras, alături de adepții săi, într-o peșteră din Valea Sūs, unde a atras din ce în ce mai mulți oameni în jurul său datorită vieții ascetice pe care o ducea. În anul 1121, acesta a declarat război statului almoravid după ce s-a autoproclamat Mahdi („Îndrumătorul”), venit pe pământ pentru a împărți adevărata dreptate. În anul următor, a părăsit peștera și a urcat în munții Atlas, pentru a organiza mișcarea almohadă printre triburile Masmuda. Iar după opt ani de lupte de gherilă purtate în munții Atlas, Ibn Tūmart a reușit să îi organizeze pe almohazi într-o structură statală bine definită, punând astfel bazele dinastiei almohade.